# Nekoma (Dakota del Norte)
Nekoma es una ciudad ubicada en el condado de Cavalier en el estado estadounidense de Dakota del Norte. En el censo de 2010 tenía una población de 50 habitantes y una densidad poblacional de 53,92 personas por km².

## Geografía
Nekoma se encuentra ubicada en las coordenadas 48°34′43″N 98°22′36″O / 48.57861, -98.37667. Según la Oficina del Censo de los Estados Unidos, Nekoma tiene una superficie total de 0.93 km², de la cual 0.92 km² corresponden a tierra firme y (0.28%) 0 km² es agua.

## Demografía
Según el censo de 2010, había 50 personas residiendo en Nekoma. La densidad de población era de 53,92 hab./km². De los 50 habitantes, Nekoma estaba compuesto por el 100% blancos, el 0% eran afroamericanos, el 0% eran amerindios, el 0% eran asiáticos, el 0% eran isleños del Pacífico, el 0% eran de otras razas y el 0% pertenecían a dos o más razas. Del total de la población el 0% eran hispanos o latinos de cualquier raza.